# Fliunte

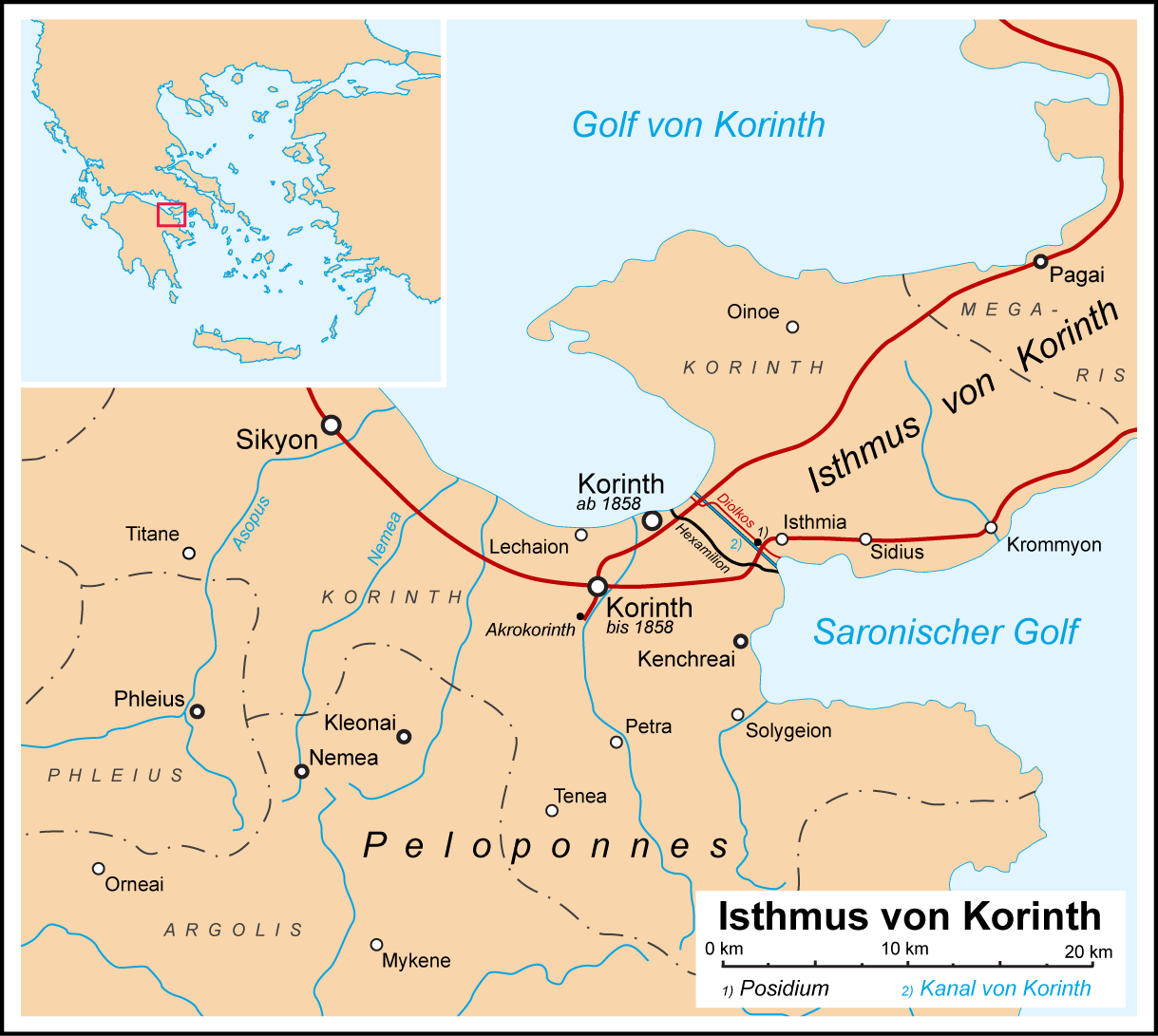
Vallata di Fliunte

Fliunte o Flio (in greco antico: Φλειοῦς?, Phleiùs, in latino Phlius) era una città situata nella parte nord orientale del Peloponneso, il cui territorio denominato Fliàsia era indipendente e limitato a nord da Sicione, a ovest dall'Arcadia, a est da Cleone, a sud dall'Argolide.

## Mitologia

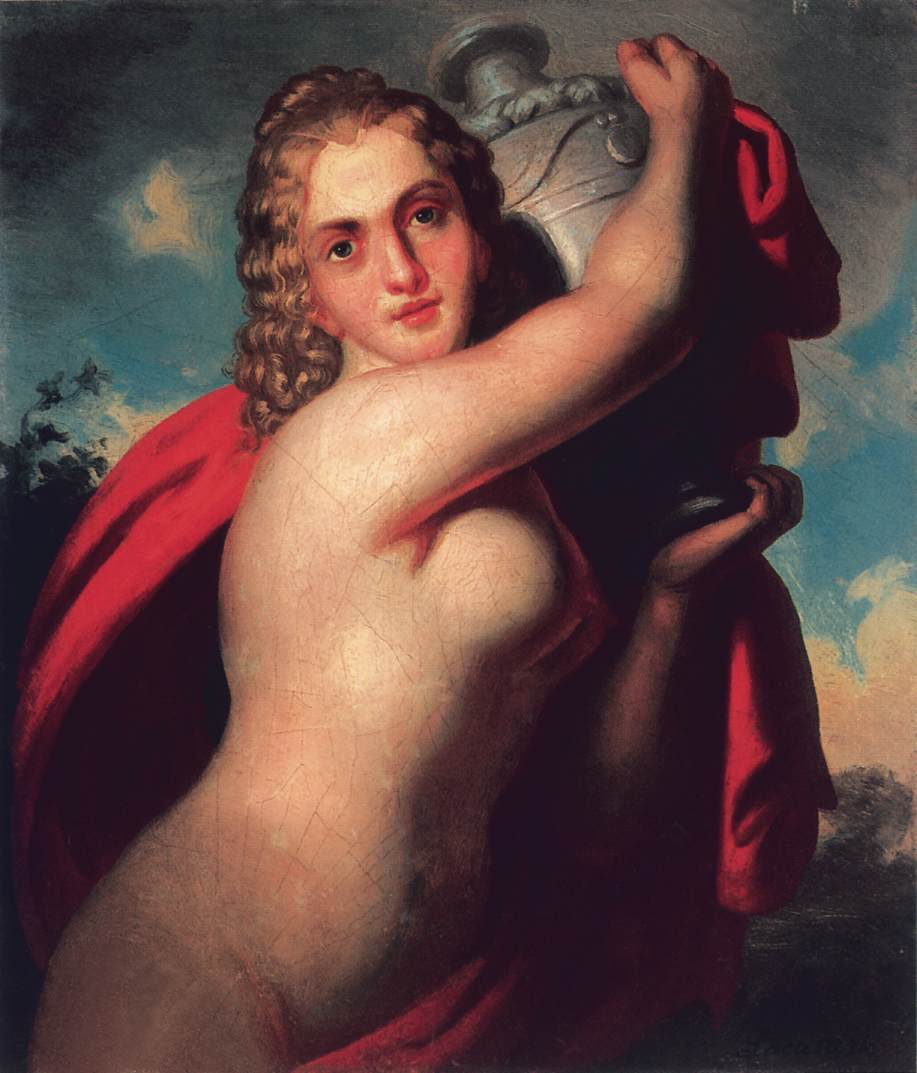
Ebe, la dea della gioventù

Asopo Fliuncio era il nome del fiume che attraversava la città e che sfocia nei pressi di Sicione e divenne il loro dio tutelare.
Pausania indica invece come divinità principale Ebe, personificazione della gioventù. Mentre si narra che Eracle, di ritorno dal giardino delle Esperidi con il pomo, abbia passato qui un periodo della sua vita. Secondo una versione del mito, la città deve il suo nome all'eroe Flias.

## Storia
Secondo Strabone la città principale della regione era Aretirea, ma gli abitanti si trasferirono nella nuova città di Flio. Una volta passata sotto il controllo di Sicione, parte degli abitanti emigrano a Samo e a Clazomene, nel golfo di Smirne. Tra gli emigrati a Samo vi fu Hippasos, avo di Pitagora, governatore dell'aristocrazia dorica.
Fliunte inviò 200 soldati alle Termopili e 1 000 a Platea; fu alleata di Sparta durante la guerra del Peloponneso e quindi nemica della vicina Argo. Dal 393 a.C. al 380 a.C. la città tenta una scelta democratica e con alterne vicende si alternano governi di tale natura a istituzioni oligarchiche. L'intervento di re di Sparta Agesilao II nel 380 a.C. la assediò per diciotto mesi, riportandola nella sfera di influenza di Sparta. Subito dopo, però, incomincia l'egemonia tebana: Tebe, alleata di Argo, occupa le vicine città di Tricaranion e Thyamia e, nel 368 a.C., grazie a contingenti arcadi ed elidi in aiuto di Epaminonda, instaura un governo democratico nella stessa Flio, che poi confluì nella lega achea.

## Filosofia
Secondo Cicerone, che cita il testo di Eraclide Pontico, discepolo di Platone, a Fliunte fu usata per la prima volta la parola filosofia. Pitagora viene convocato dal tiranno locale Leonte per una consulenza, dove egli si dichiara quindi filosofo. Certo è che in questa polis esistette un importante circolo pitagorico.

## Cittadini famosi
- Timone di Fliunte, filosofo pirroniano
- Pratina di Fliunte, indicato come inventore del genere teatrale chiamato dramma satiresco
- Echecrate, discepolo di Socrate e che Platone collocò come uno dei dialoganti della sua opera Fedon, che si svolge in questa città
- Assiotea, discepola di Platone, la quale si dice che per entrare in accademia si spacciò per un uomo
- Automede, vincitore della gara di pentatlon nei giochi Nemei, cantato nella 9ª ode del poeta Bacchilide

## Archeologia
Gli scavi del sito archeologico di Fliunte vennero effettuati nella prima metà degli anni 20 dagli archeologi Carl Blegen e Doroghy Burr Thompson. La zona ritornò di interesse archeologico con gli scavi del 1970 di William R. Biers.